# Mahmud Dżalal
Sajjid Mahmud Dżalal (ur. 5 listopada 1980) – piłkarz bahrajński grający na pozycji pomocnika.

## Kariera klubowa
Karierę piłkarską Mahmud Dżalal rozpoczął w klubie Al-Shabab z Manamy. W 2000 roku zadebiutował w jego barwach w bahrajńskiej Premier League. W 2003 roku odszedł do Al-Muharraq Sports Club, w którym grał w sezonie 2003/2004. W nim wywalczył mistrzostwo Bahrajnu, pierwsze w karierze.
W 2005 roku Mahmud Dżalal zaczął grać w lidze katarskiej, w klubie Al-Kharitiyath. Po pół roku gry w nim odszedł do Al-Sailiyi z miasta Doha. Natomiast w sezonie 2006/2007 był zawodnikiem klubu Qatar SC, również wywodzącego się z miasta Ad-Dauha.
W 2007 roku Mahmud Dżalal przeszedł do kuwejckiego klubu Al-Salmiya SC. Po 2 sezonach gry w nim wrócił do Bahrajnu i ponownie podpisał kontrakt z klubem Al-Muharraq.

## Kariera reprezentacyjna
W reprezentacji Bahrajnu Mahmud Dżalal zadebiutował w 2000 roku. W 2004 roku zajął z Bahrajnem 4. miejsce podczas Pucharu Azji 2004. Na tym turnieju wystąpił w 5 meczach: z Chinami (2:2), z Katarem (1:1), z Indonezją (3:1), ćwierćfinale z Uzbekistanem (2:2, k. 4:3) i półfinale z Japonią (3:4 i czerwona kartka). W 2007 roku został powołany przez selekcjonera Milana Máčalę do kadry na Puchar Azji 2007. Tam rozegrał 3 spotkania: z Indonezją (1:2 i gol w 27. minucie), z Koreą Południową (2:1) i z Arabią Saudyjską (0:4).